# Боро-маркет

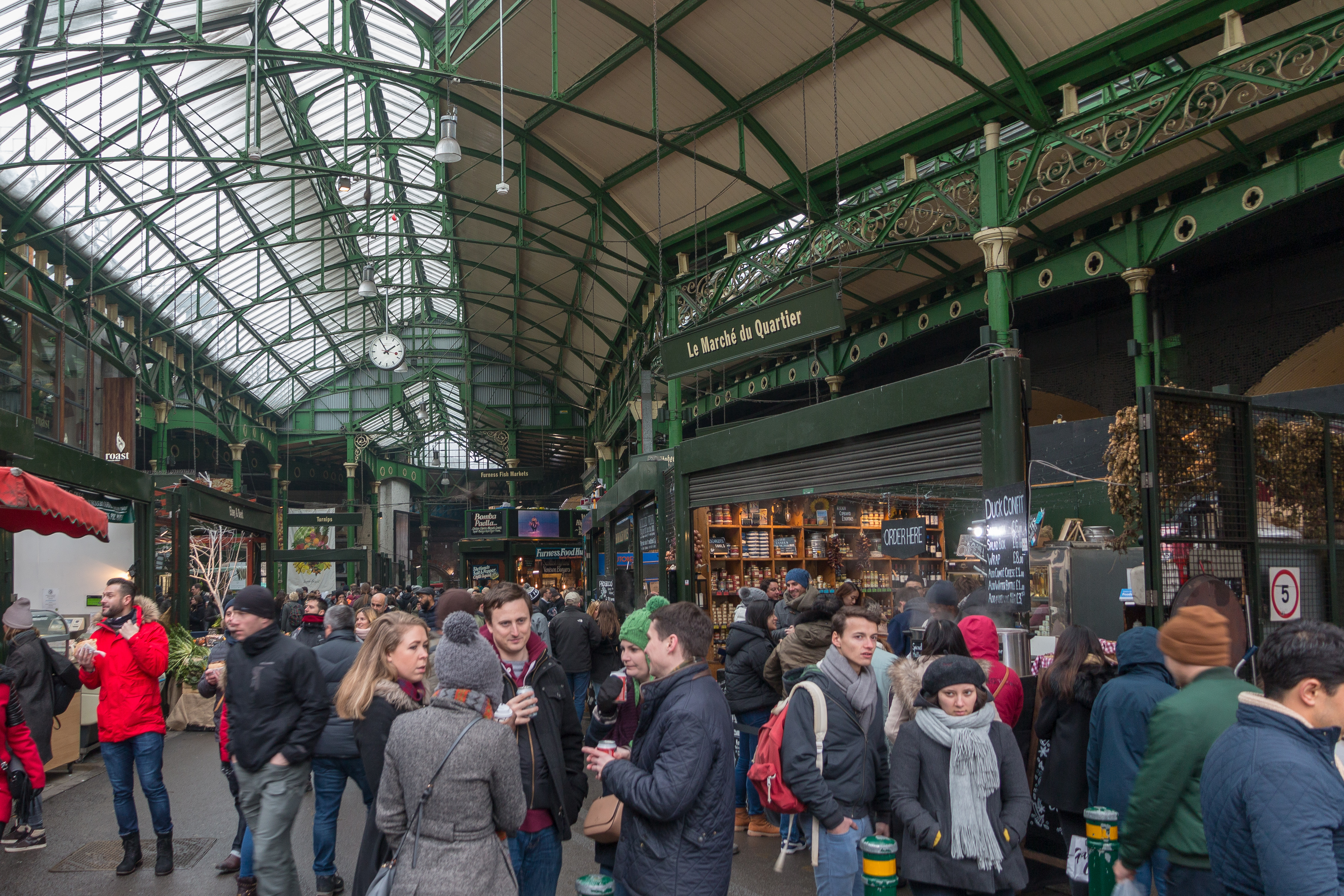
Боро-маркет

Боро-маркет (англ. Borough Market) — оптовый и розничный рынок, находящийся в Саутуарке, Лондон, Англия. Это один из крупнейших и старейших продовольственных рынков в Лондоне, он был основан в XII веке. Нынешние здания рынка были построены в 1850-х годах.

## История

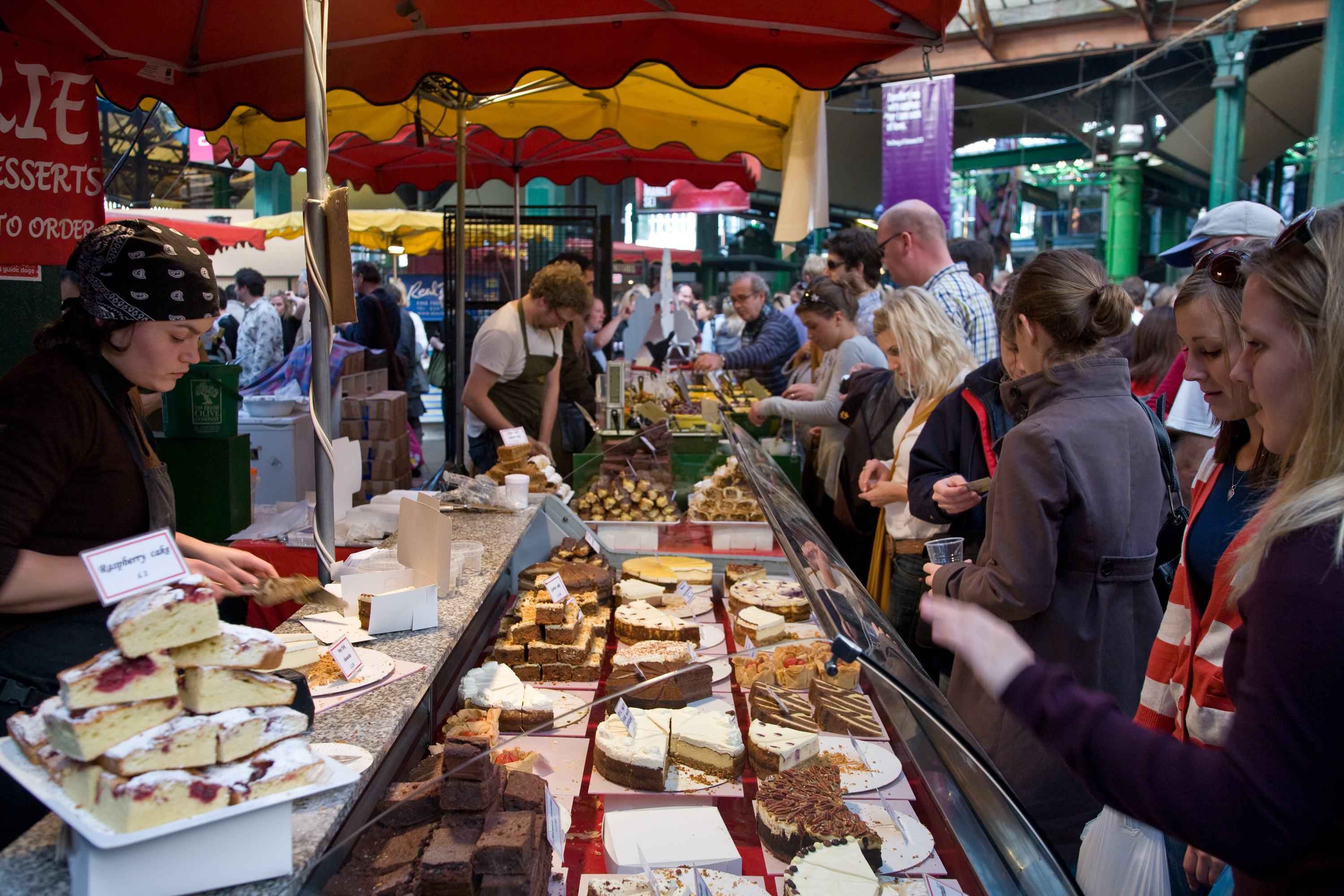
Кондитерская лавка на Боро-маркет

Боро-маркет первоначально примыкал к концу Лондонского моста, впервые он упоминается в 1276 году. Впоследствии был перенесен к югу от церкви Святой Маргариты на Хай-стрит. В 1550 году центр Лондона получил от Эдуарда VI королевскую грамоту контролировать все рынки в Саутуарке, а в 1671 году Карл II подтвердил это право. Однако рынок вызвал такие пробки на дорогах, что в 1754 году он был упразднён парламентским законом.
Этот закон позволил местным прихожанам построить ещё один рынок на новом месте, и в 1756 году он снова начал свою работу на участке площадью 4,5 акра (18 000 м²) в Рочестер-Ярде. В течение XIX века он являлся одним из самых важных продовольственных рынков Лондона, благодаря своему удобному расположению недалеко от прибрежных причалов Лондонского Пула.
В 2009 году группа «торговцев-изгоев», недовольных администрацией Боро-маркета и растущей арендной платой, уехала, чтобы создать новый рынок на Молтби-стрит в миле отсюда.
Во время теракта в Лондоне в 2017 году трое злоумышленников бежали в этот район и нападали на людей с ножами, прежде чем их застрелила вооруженная полиция. Рынок был закрыт в течение 11 дней после нападения.

## Архитектура

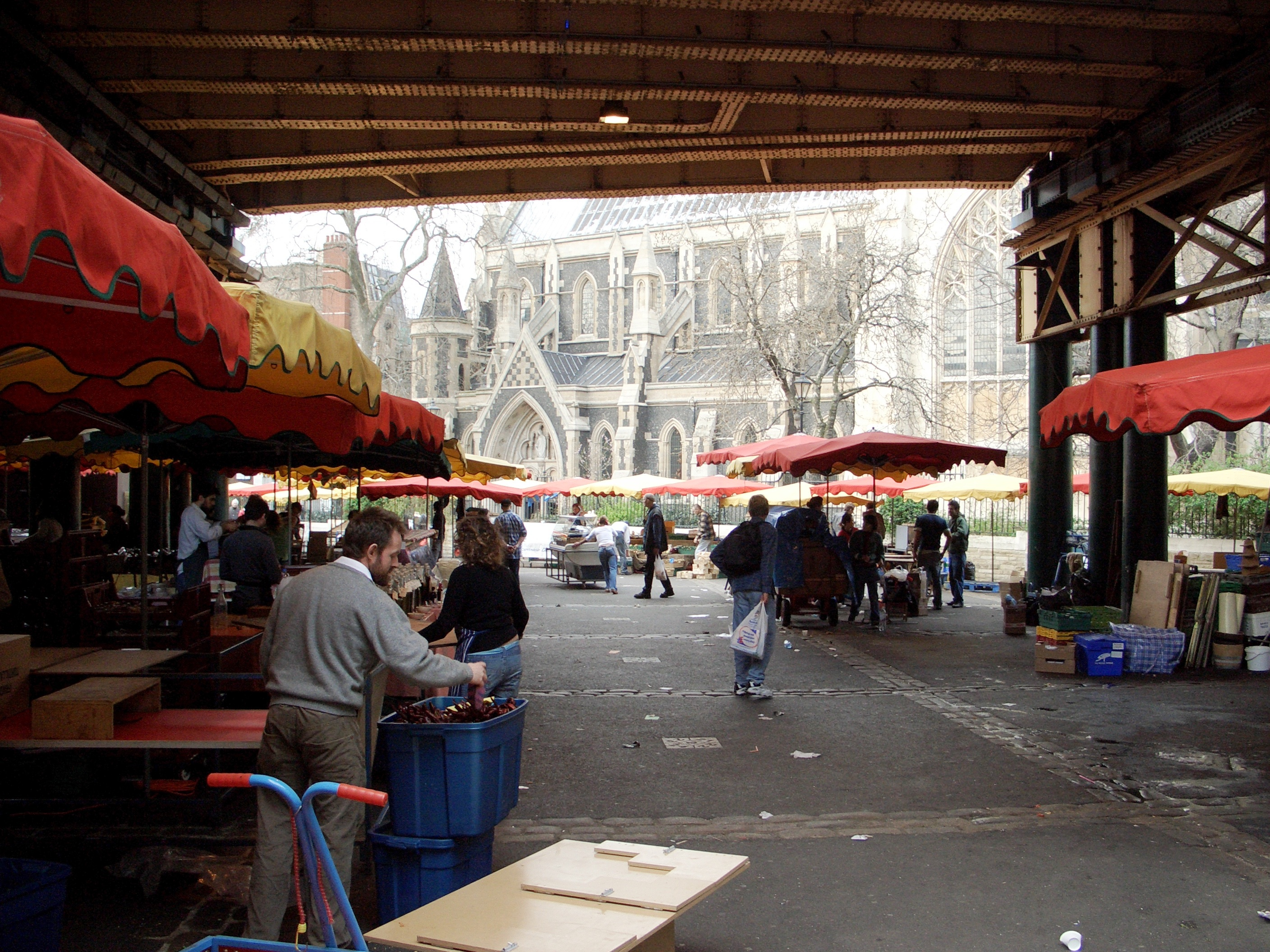
Боро-маркет, вид на Саутуаркский собор

Нынешние здания Боро-маркета были спроектированы в 1851 году, в 1860-х годах добавились пристройки, а в 1932 году и вход, оформленный в стиле ар-деко. Значительные изменения в зданиях были внесены за эти годы в результате последовательного расширения близлежащей железнодорожной инфраструктуры.
Реконструкция рынка началась в 2001 году. Работы включали в себя повторное возведение в 2004 году южного портика из цветочного зала, ранее находившегося в Ковент-Гардене, который был демонтирован при реконструкции Королевского театра Ковент-Гарден в 1990-х годах.

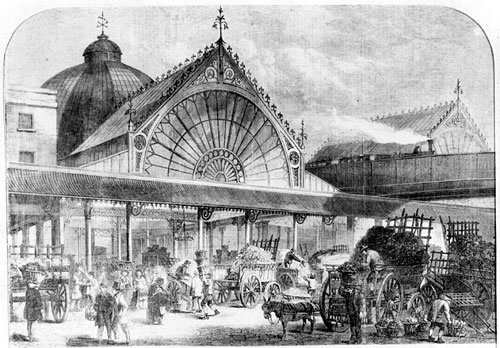
Боро-маркет, примерно 1860 год
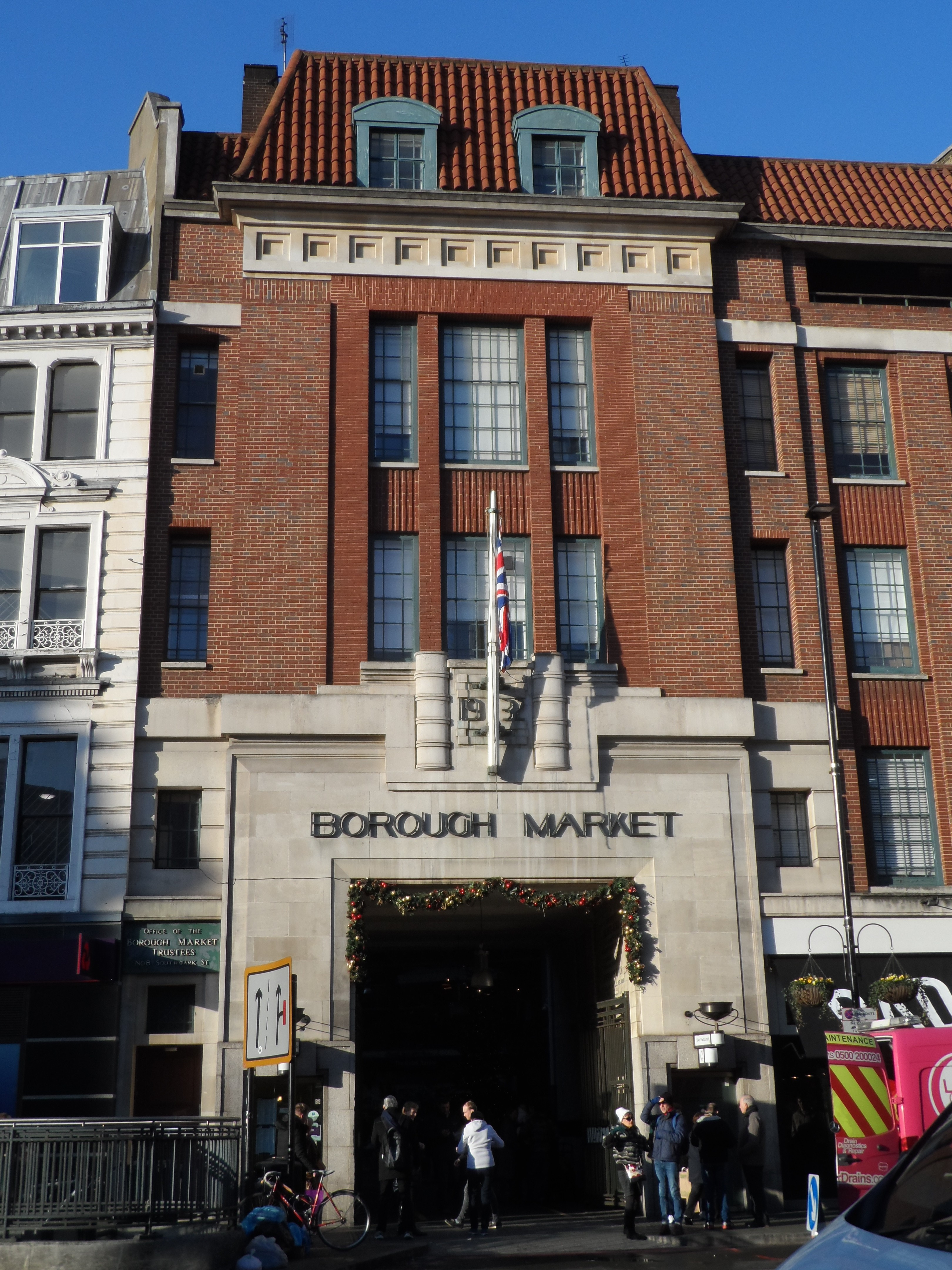
Вход на Саутуарк-стрит, 1932 год
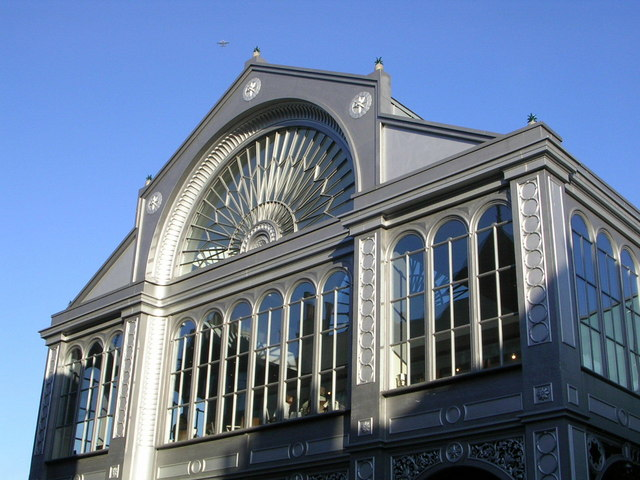
Южный портик, 2004 год

## Торговля
Современный рынок в основном продает специализированные продукты для населения в целом, хотя в XX веке это был оптовый рынок, продававший продукцию для овощных магазинов. Среди известных компаний, торгующих на рынке, были Vitacress, Lee Brothers, Manny Sugarman, AW Bourne и Eddy Robbins.

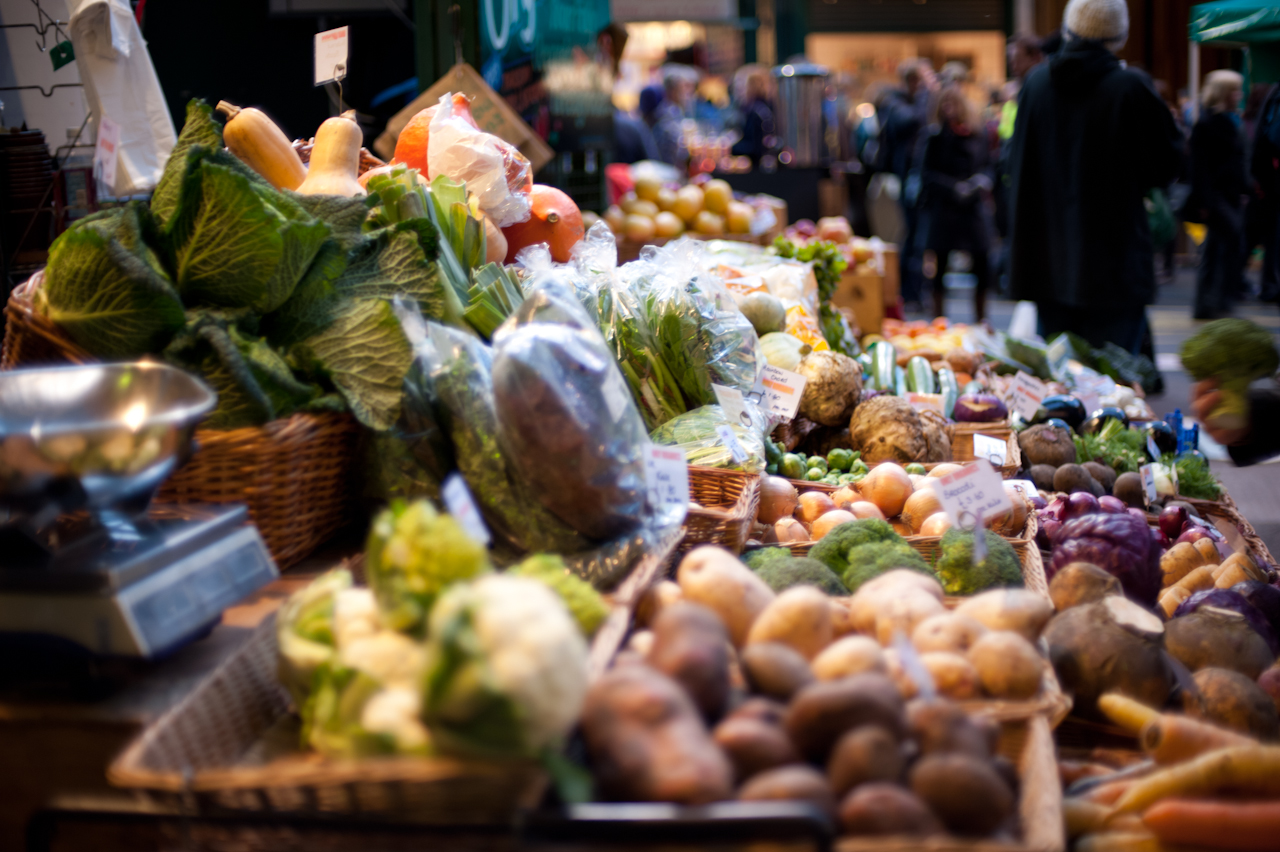
Овощная лавка

Владельцы палаток приезжают торговать на рынок из разных частей Великобритании, традиционные европейские продукты также импортируются и продаются. Среди продаваемых продуктов — свежие фрукты и овощи, сыр, мясо, хлеб и выпечка.
Боро-маркет является благотворительным фондом, управляемым советом добровольных попечителей, которые обязательно должны проживать в этом районе.

## В массовой культуре
Боро-маркет и прилегающие улицы были использованы в качестве места съемок таких фильмов, как «Дневник Бриджит Джонс», «Карты, деньги, два ствола» и «Гарри Поттер и узник Азкабана». Там были сняты некоторые сцены из фильма «Воображариум доктора Парнаса». Как сообщает газета Evening Standard, рынок доступен для аренды частных мероприятий.